# System d20

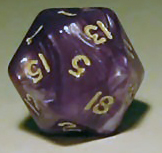
Kostka dwudziestościenna (k20)

System d20 (ang. d20 System) – mechanika stworzona przez wydawnictwo Wizards of the Coast, na którym oparta jest wydana przez WotC trzecia edycja gry fabularnej Dungeons & Dragons oraz gra fabularna d20 modern. Nazwa systemu pochodzi od dwudziestościennej kości do gry, zwanej często właśnie d20 przez anglojęzycznych graczy (pol. k20), na której oparta jest większość rzutów w grze.
Duża część mechaniki d20 została udostępniona na licencji Open Gaming Licence (wolnej licencji dla gier), która pozwala komercyjnym i niekomercyjnym wydawcom na publikację modyfikacji i dodatków do systemu bez płacenia Wizards of the Coast, choć nie mogą one zawierać podstawowych zasad systemu, takich jak podstawy tworzenia postaci, do których potrzebny jest podręcznik gracza do Dungeons & Dragons.
Na wolnej licencji można publikować pełne gry zgodne z systemem d20, ale nie mogą one być oznaczone logo d20. Przykładem takiego systemu jest alternatywny podręcznik gracza Arcana Unearthed Monte Cooka.